# بوتوپورا
بوتوپورا (به پرتغالی: Botuporã) یک شهرداری در برزیل است که در باهیا واقع شده‌است. بوتوپورا ۱۰٬۱۲۹ نفر جمعیت دارد.